# Saint-Pierre-la-Bourlhonne
Saint-Pierre-la-Bourlhonne é uma comuna francesa na região administrativa de Auvérnia-Ródano-Alpes, no departamento Puy-de-Dôme. Estende-se por uma área de 12,2 km². Em 2010 a comuna tinha 134 habitantes (densidade: 11 hab./km²).